# Seattle Challenger
Il Seattle Challenger è stato un torneo professionistico di tennis giocato su campi in cemento. Faceva parte dell'ATP Challenger Series. Si giocava annualmente a Seattle negli Stati Uniti.

## Albo d'oro

### Singolare
| Anno | Campione           | Finalista      | Punteggio     |
| ---- | ------------------ | -------------- | ------------- |
| 1987 | Andrew Sznajder    | Lloyd Bourne   | 6–4, 4–6, 6–3 |
| 1988 | Glenn Layendecker  | Johan Carlsson | 6–2, 6–4      |
| 1989 | MaliVai Washington | Robbie Weiss   | 6–4, 6–3      |

### Doppio
| Anno | Campioni                       | Finalisti                        | Punteggio     |
| ---- | ------------------------------ | -------------------------------- | ------------- |
| 1987 | Rick Leach Patrick McEnroe     | Brian Levine David Macpherson    | 5–7, 6–2, 6–3 |
| 1988 | Buff Farrow Jim Gurfein        | Patrick Galbraith Brian Garrow   | 6–1, 6–4      |
| 1989 | Patrick Galbraith Brian Garrow | Ville Jansson Charles Merzbacher | 6–1, 6–3      |